# James O’Barr

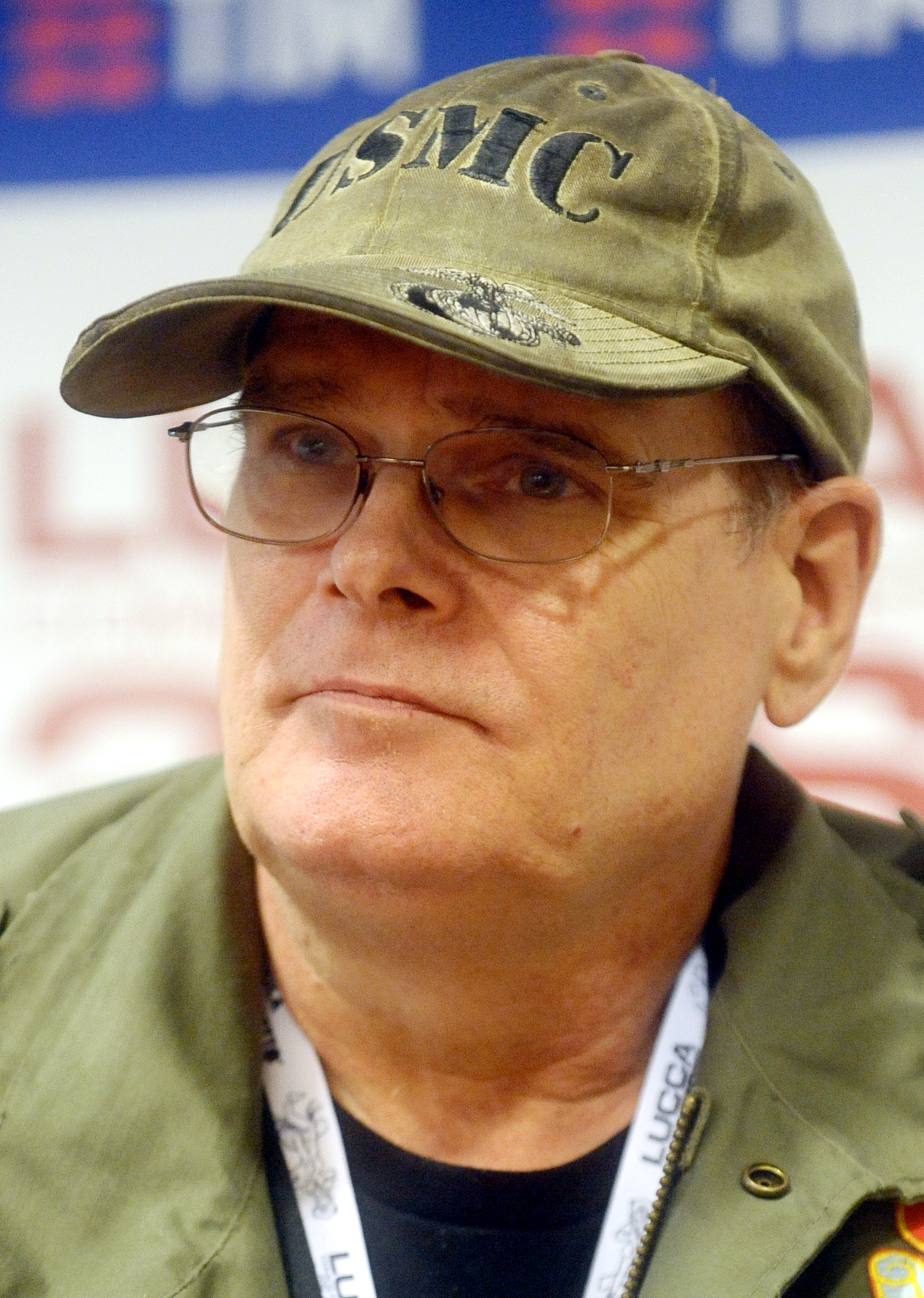
James O’Barr (2018)

James O’Barr (* 1. Januar 1960 in Detroit) ist ein US-amerikanischer Comiczeichner. Sein bekanntestes Werk ist die Graphic Novel The Crow („Die Krähe“).

## Biografie
James O’Barr wuchs unter schwierigen Umständen in verschiedenen Heimen und Pflegefamilien in der Gegend von Detroit auf. Im Alter von 17 Jahren zog er mit seiner Freundin Bethany zusammen. Um sich das Zeichnen beizubringen, studierte er Renaissance-Skulpturen und Fotografien. Zu seinen Vorbildern zählt Will Eisner. Auch Autoren wie Georges Bataille, Edgar Allan Poe oder Antonin Artaud zählten zu seinen Inspirationsquellen.
Nachdem seine Freundin von einem betrunkenen Autofahrer getötet worden war, trat O’Barr dem United States Marine Corps bei, um dieses traumatische Erlebnis zu verarbeiten. Während er in Berlin stationiert war, begann er 1981 die Arbeit an dem Comicroman The Crow, der 1989 von Caliber Press erstmals veröffentlicht wurde. Das Buch erzählt die Geschichte eines Mannes (Eric Draven), der ein Jahr nach dem Mord an ihm und seiner Freundin als nahezu unbesiegbarer Untoter zurückkehrt, um sich an den Mördern zu rächen. O’Barr hoffte, mit der Arbeit an The Crow, seine negativen Emotionen zu kompensieren, jedoch ist ihm dieses nicht gelungen: „The Crow zu schreiben, half gar nicht“, so O’Barr. „Ich dachte, es würde kathartisch wirken, aber ich fühlte mich selbstzerstörerischer als je zuvor.“
The Crow ist inspiriert von der Musik von Joy Division und The Cure. Als Vorbilder für das Aussehen von Eric Draven dienten Peter Murphy von Bauhaus, Iggy Pop und – für Dravens skurriles Make up – die „drei Gesichter des Dramas“ (Masken des britischen Theaters): Schmerz, Ironie und Verzweiflung.
O’Barr gelang es, mit diesem Comic einen Kult zu schaffen. Es folgten der gleichnamige Film (1994) mit Brandon Lee und eine Fernsehserie mit Mark Dacascos. Der Comicautor schloss mit Brandon Lee und dessen Verlobter Freundschaft. Nach Erscheinen der ersten Verfilmung wurden die Geschichten um die „Krähe“ von anderen Autoren weitergeschrieben.